# Устрем (1932 – 1933)
Вижте пояснителната страница за други значения на Устрем.
„Устрем“ с подзаглавие Издава Македонският младежки съюз е български вестник, излизал от 1932 до 1933 година в София, България.
Вестникът стои на политическите позиции на Вътрешната македонска революционна организация. Печата се в печатница „П. К. Овчаров“.
| Годишнина | Броеве | Дата                      |
| --------- | ------ | ------------------------- |
| I         | 1 – 2  | март 1932 – октомври 1932 |
| II        | 1 – 5  | 1 ноември 1932 – 1933     |

I 1 е агитационен брой за VIII конгрес на Съюза, а I 2 следконгресен брой.